# Fitonimo
Un fitonimo è una denominazione di specie vegetale. Come per gli zoonimi, sono tre le serie normalmente in uso:
1. la denominazione scientifica (Taraxacum officinale);
2. la denominazione in lingua nazionale (tarassaco);
3. la denominazione locale (talvolta estesa fino al livello regionale).

Il lessico zoonimico non scientifico, quello della botanica popolare, non ambisce alla completezza: alcune specie vengono individuate precisamente da un nome, mentre altre vengono accomunate in denominazioni più generiche; altre ancora vengono indicate con più nomi, ad esempio ad indicare diversi aspetti della pianta (l'infruttescenza del tarassaco è chiamato soffione; lo stesso tarassaco è chiamato cicoria selvatica).